# Catedral de la Inmaculada Concepción (Moscú)
La catedral de la Inmaculada Concepción de Moscú o catedral de la Inmaculada Concepción de la Santa Virgen María (en ruso: Собор Непорочного Зачатия Пресвятой Девы Марии Sobor Neporotschnovo Sachatiya Presvyatoj Devy Marii, algunas veces en lenguaje coloquial Костёл/Kostyol or Кирха/Kirkha – "la iglesia católica") es una iglesia neogótica que sirve como catedral de la Arquidiócesis católica de Moscú. Ubicada en el distrito administrativo Central de Moscú, es una de las únicas dos iglesias católicas en Moscú y es la más grande en Rusia.

## Historia
La construcción de la catedral fue propuesta por el gobierno zarista en 1894. La construcción se inició en 1901 y fue culminada diez años más tarde. De tres naves y ladrillos rojos, la catedral se basó en un diseño del arquitectoTomasz Bohdanowicz-Dworzecki. El estilo fue influenciado por la Abadía de Westminster y la Catedral de Milán. Con la ayuda de fondos de parroquias católicas en Rusia y sus países vecinos, la iglesia fue consagrada en 1911 como una capilla para la parroquia polaca de Moscú. A raíz de la Revolución rusa de 1917, el gobierno menchevique fue derrocado por los bolcheviques y Rusia se convirtió en parte de la recién formada Unión Soviética. Como la promoción del ateísmo de Estado fue parte de la ideología marxista-leninista, el gobierno ordenó que muchas iglesias fueran cerrada. La catedral fue clausurada en 1938. Durante la Segunda Guerra Mundial, fue amenazada con la demolición y, después de la guerra, fue utilizado para propósitos civiles, como un almacén y, luego, como un hostal. En 1996, tras la caída del comunismo, una vez más se convirtió en una iglesia y, en 2002 fue elevada a la categoría de catedral. Después de un extenso y costoso programa de reconstrucción y rehabilitación, la catedral fue consagrada de nuevo en 2005.
En el siglo XXI, tras 58 años de uso no religioso, la catedral se convirtió nuevamente en escenario de misas regulares en varios idiomas (ruso, polaco, coreano, inglés, francés, español, armenio y latín), así como de conciertos de beneficencia de música eclesiástica. La catedral cuenta con una biblioteca, la oficina editorial de la revista católica rusa El mensajero católico – La luz del evangelio (en ruso: Католический вестник — Свет Евангелия), así como la oficina local de la fundación Caritas. Su órgano, el tercero desde la construcción de la catedral, fue donado por la Catedral de Basilea. La catedral se encuentra catalogado como un edificio histórico en la Federación rusa y es un monumento protegido.

## Arquitectura e instalaciones

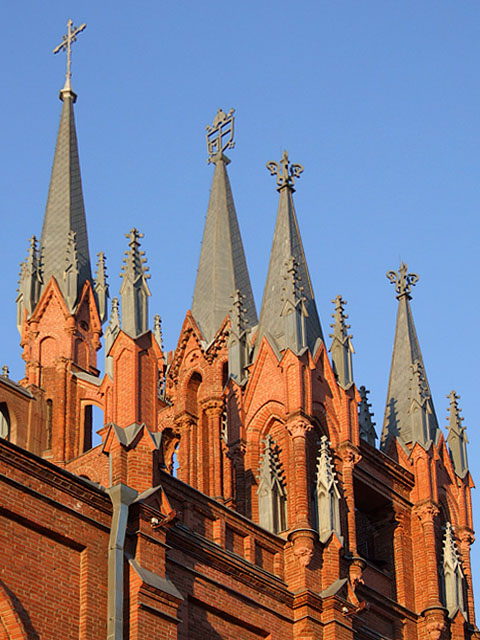
Primer plano de los pináculos. El pináculo en el medio de la imagen muestra la cimera de Juan Pablo II.

La catedral, construida en un estilo neogótico, es una pseudobasílica con tres naves. Fue edificada completamente con ladrillo rojo y no fue enfoscada externamente. La nave principal de cinco intercolumnios se extiende por 65 metros, con brazos laterales de 13 metros de largo. La torre de linterna octogonal sobre el crucero es de 30 metros de alto. La fachada se basó en el diseño de la abadía de Westminster y la torre, libremente, del de la catedral de Milán. De forma típica a las iglesias de estilo antiguo, cada nave lateral está reforzada por cinco contrafuertes: los diez juntos simbolizan los Diez Mandamientos. Las cruces fueron erigidas, como parte de la renovación, sobrepasando cada torre principal; el pináculo de la fachada central y los dos otros pináculos de la fachada muestran la cimera de Juan Pablo II y del arzobispo Tadeusz Kondrusiewicz.
Las primeras diez gradas a la portada simbolizan los Mandamientos, el undécimo simboliza a Jesucristo. La portada simboliza la puerta del cielo, a la que se accede obedeciendo los Mandamientos y enseñanzas de Jesús. La portada está rodeada por columnas y coronada por un gablete, que está decorado con un relieve, en el centro del cual se encuentra un monograma dorado que lee "VMIC" (Virgo Maria Immaculata Concepta; latín para "Virgen María, concebida sin mácula"). El diseño arquitectónico original contaba con una estrella de David en lugar del monograma, una referencia a la fe judía de la Virgen María. Sobre el gablete se encuentra una ventana de 3 metros de alto, construida a partir de una piedra translúcida y de color claro.